# Libanons damlandslag i fotboll
Libanons damlandslag i fotboll representerar Libanon i fotboll på damsidan. Dess förbund är Lebanon Football Association (LFA).